# (780) Armenia
(780) Armenia est un astéroïde de la ceinture principale découvert le 25 janvier 1914 par l'astronome russe Grigoriy Neujmin.
Sa désignation provisoire était 1914 UC.